# Anick Lemay
Pour les articles homonymes, voir Lemay.
Anick Lemay (23 mars 1971) est une actrice québécoise née à Thetford Mines (Canada).

## Biographie
Elle est maman d'une petite fille, prénommée Simone, depuis le mois d'octobre 2006. Elle a joué dans plusieurs publicités de la bannière de pharmacies Uniprix.
Le 9 avril 2018, elle a annoncé qu'elle est atteinte d'un cancer du sein.

## Filmographie
- 1996 : 4 et demi... (série TV)
- 1997 : Les Bâtisseurs d'eau (série télévisée)
- 1998 : Caserne 24 (série télévisée) : Carmen Tranchemontagne
- 1999 : L'Île de sable : Geneviève
- 2001 : Tribu.com (série télévisée) : Brigitte David
- 2002 : La Mystérieuse mademoiselle C. : Madame Juneau
- 2003 : Hommes en quarantaine (série télévisée) : Marie-Ève Thibault
- 2003 : Déformation personnelle : La Femme en lui
- 2004 : Le Dernier Tunnel : Isabelle Parenteau
- 2005 : Maman Last Call : Carole Dion
- 2005 : Le Survenant : Angélina Desmarais
- 2006 : Duo de Richard Ciupka : Pascale Lachance
- 2006 : Cheech de Patrice Sauvé : Jenny
- 2006 : François en série (série télévisée) : La femme en lui
- 2008 : La Promesse (série télévisée) : Carole
- 2009 : Bienvenue aux dames (série télévisée) : Carolanne
- 2010 - 2012 : Mauvais Karma (série télévisée) : Sarah Boisvert
- 2014 : Toi & Moi (série télévisée) : Elizabeth Olyphant
- 2016 - : L'Échappée (série télévisée) : Noémie Francoeur
- 2023- : L'air d'aller (série télévisée)

## Récompenses et nominations
Prix Aurore
2007: Acteur ou actrice ayant offert une meilleure performance dans Virginie ou dans une pub de pharmacie que dans un film